# By the Sun's Rays
By the Sun's Rays er en amerikansk stumfilm fra 1914 af Charles Giblyn.

## Medvirkende
- Murdock MacQuarrie som John Murdock
- Lon Chaney som Frank Lawler
- Seymour Hastings som John Davis
- Agnes Vernon som Dora Davis
- Richard (Dick) Rosson